# Нижанківський Остап Йосипович
отець Оста́п Йо́сипович Нижанкі́вський (24 січня 1863, с. Малі Дідушичі, Стрийський повіт, Королівство Галичини та Володимирії, Австрійська імперія — 22 травня 1919, Стрий, ЗОУНР, УНР (частково окупована Польщею)) — священник УГКЦ, український  композитор, дириґент, громадський діяч. Брат співака Олександра Нижанківського, батько композитора, піаніста і музичного критика Нестора Нижанківського.

## Життєпис

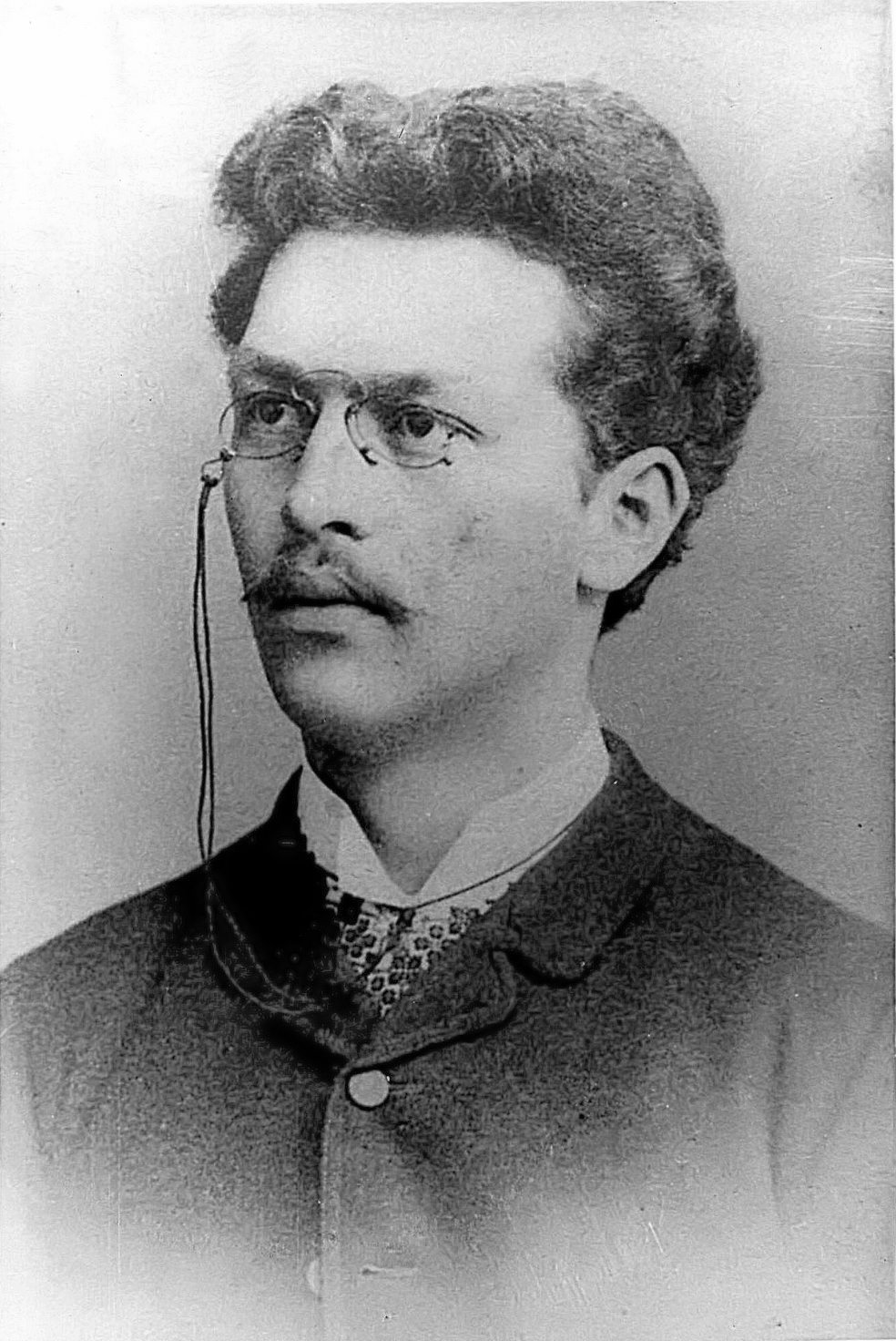
Остап Нижанківський

Народився у селі Малі Дідушичі (тепер Стрийський район, Львівська область). У 1876 році вступив до Дрогобицької гімназії, звідки був відрахований за конфлікт на національному ґрунті. Протягом 1882—1884 рр. перебував на військовій службі у Львові. У 1888 році закінчив Львівську академічну гімназію. Разом із друзями-гімназистами К. Студинським, О. Маковеєм та ще кількома належав до таємного гуртка, де дискутували з проблем української історії, літератури і мистецтва. Тоді ж познайомився з А. Вахнянином, І. Франком й активно долучився до української культури, передусім музичного життя. Поклав на музику «славень» відомої на Галичині культурно-просвітницької мандрівки студентів 1884 року — на слова її учасника, І. Франка («Сонце по небі колує…»). 1885 року на прохання І. Франка написав кантату «Не гармати грають нині» (на честь 25-річчя творчості О. Кониського), яку, як і свою композицію «Вітер», виконав із гімназійним хором у Львові. Тоді ж заснував у Львові перше на Галичині нотне видавництво «Бібліотека музикальна». У 1887 році виступав із гімназійним хором на Поділлі та Буковині. У 1888—1892 рр. навчався у Львівській духовній семінарії, де також керував хором. У 1894—1896 рр. керував хором «Бояна».

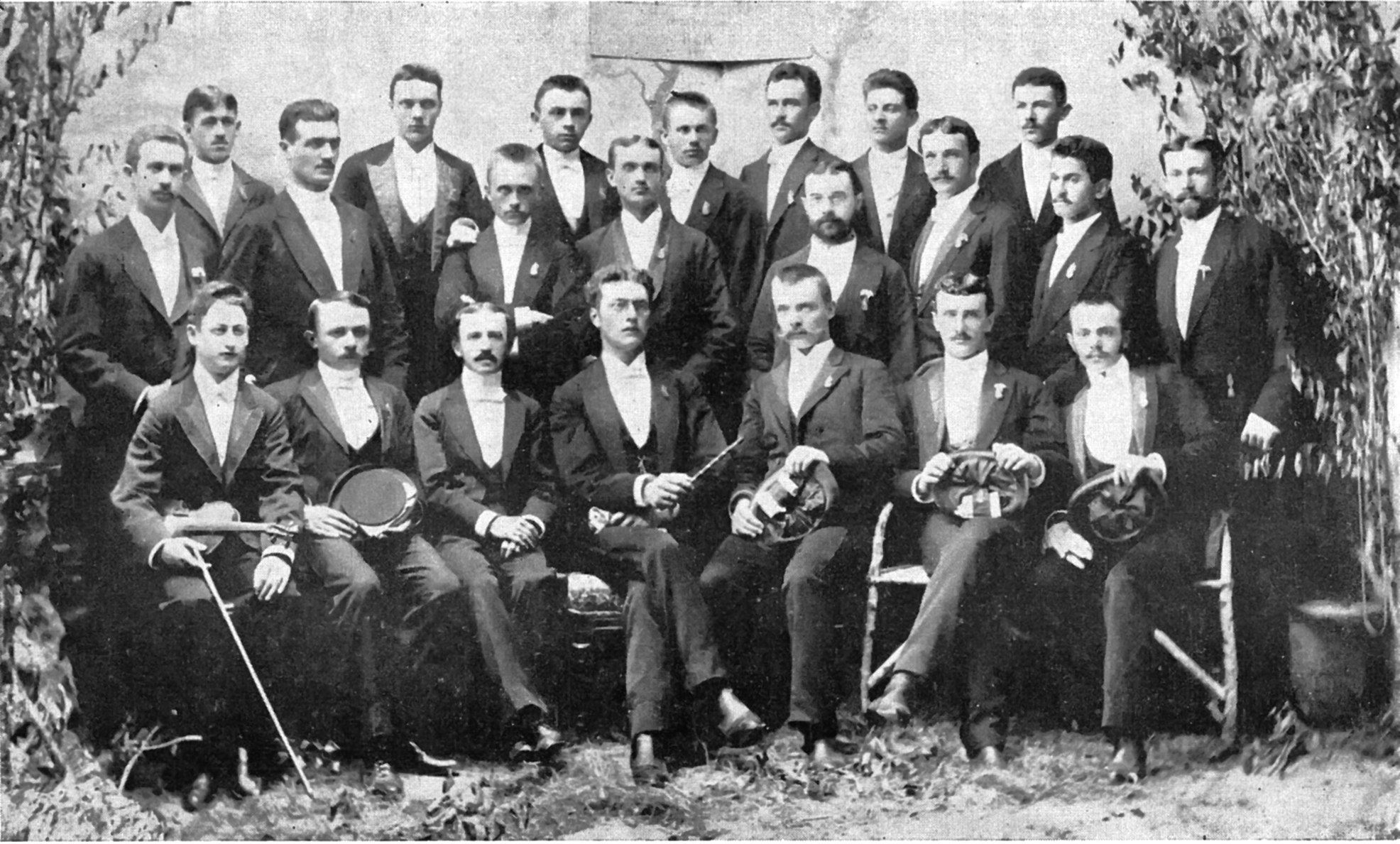
Львівський «Боян» (перша концертова поїздка, 1892 р.). Дириґент — Остап Нижанківський (сидить четвертий зліва)

Після закінчення семінарії одружився з Оленою Бачинською. Висвячений на священника в грудні 1892 року і призначений на посаду сотрудника у Бережанах (1893—1894), де водночас викладав спів у місцевій гімназії. У 1894 році переїхав до Львова, де працював у чоловічій семінарії, згодом — в академічній гімназії. У 1896 році склав екстерном екзамен у Празькій консерваторії, отримав диплом учителя співу в семінаріях та середніх школах, проте, повернувшись, не міг знайти роботи. Того ж року провів прощальний музичний вечір, оскільки мав задум емігрувати до Канади, однак залишився. Протягом 1897—1898 рр. був парохом у с. Довжанка (нині Тернопільський район). Через те, що на виборах до австрійського парламенту агітував за І. Франка, у 1898 році переведений до с. Качанівка (нині Тернопільський район).
У 1900 році повернувся на Стрийщину. Був священиком у с. Дуліби, згодом — у Завадові (1901—1908 рр.), Стрию (1908—1914 рр.). У 1903 році диригував об'єднаним хором 8-ми галицьких «Боянів» (близько 300 співаків) на урочистості у Львові з нагоди 35-ліття творої діяльності М. Лисенка, тоді ж особисто познайомився із видатним композитором. Наступного року взяв участь у святкуванні такого ювілею вже в Києві. У 1907 році був одним із засновників і директором Крайового господарськомолочарного союзу (згодом «Маслосоюз») у Стрию. У 1908 році був обраний головою товариства «Просвіта» у Стрию, а у 1910 році заснував просвітянську філію в м. Сколе. У 1912 році очолив делегацію галичан до Києва на похорон композитора М. Лисенка.

У вересні 1914 року за його участі стрілецтво (2500 осіб) склало присягу Легіону УСС у Стрию (заклик сотника Дмитра Вітовського). Він тоді був настоятелем храму в селі Завадів, що біля Стрия.

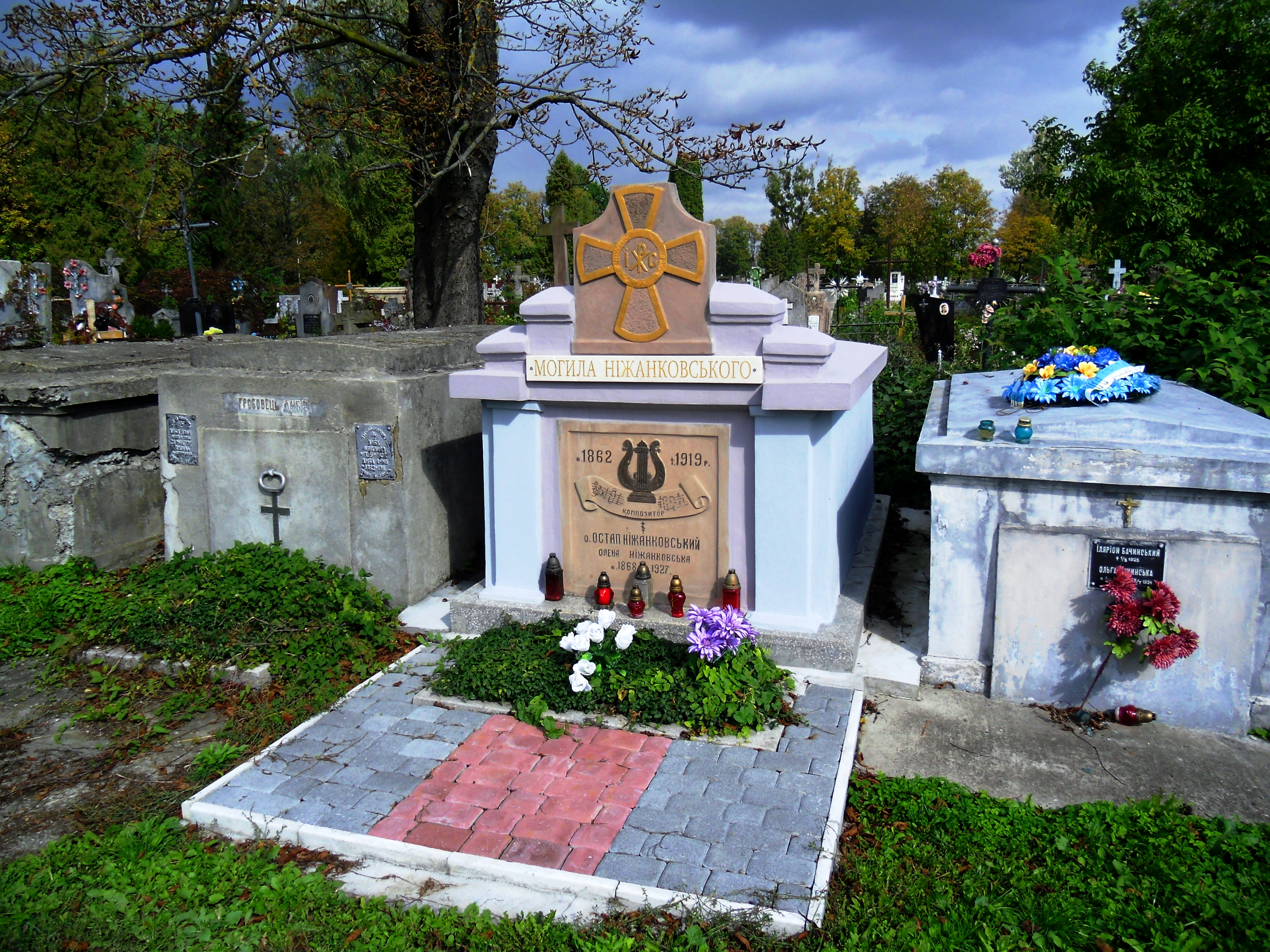
Стрий. Гробниця композитора О. Нижанківського.

У 1918—1919 роках о. Остап Нижанківський входив до складу Української Національної Ради ЗУНР-ЗО УНР, очолював повітовий комісаріат Стрийщини. 1 листопада 1918 року на щоглі біля Стрийської ратуші замайорів жовто-блакитний прапор. Пізніше, через наступ польських військ, починалась нова доба — доба збройної боротьби за Українську державу. 13 травня 1919 року Стрий окупувало польське військо, почалися розстріли, репресії. Першою жертвою став о. Остап Нижанківський. Обдурений стрийським старостою Потоцьким, котрий обіцяв йому безпеку, з огляду на гуманне ставлення до поляків, Нижанківський залишився у місті і в травні 1919 року, після арешту польською окупаційною владою, розстріляний без суду в Стрию. Крім того окупанти відібрали 800 000 корон «задаткової каси», які йому були довірені на зберігання.
Похований на цвинтарі у Стрию в родинному гробівці разом із дружиною Оленою Нижанківською (Бачинською).

## Творчість

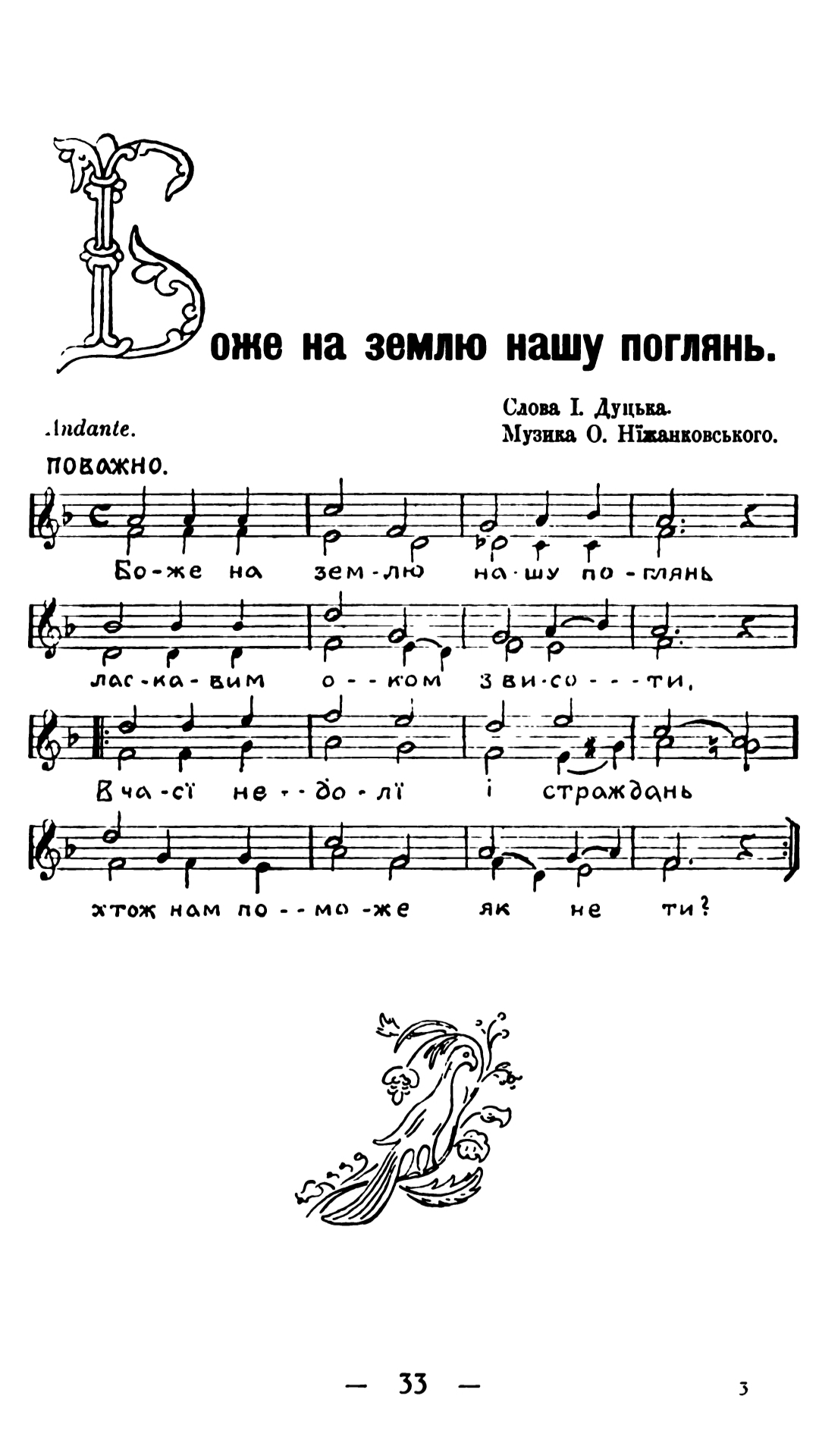
Пісня «Боже, на землю нашу поглянь» Івана Дуцька й Остапа Нижанківського з віденського видання 1916 року.

О. Остап Нижанківський володів надзвичайно яскравим музичним талантом; не мав змоги його розвинути як слід. Найповніше реалізував себе в традиційних для галицької музики жанрах — духовних і світських хорах, солоспівах, вокальних ансамблях, обробках народних пісень (українських, інших слов'янських народів), які збирав у окремі «В'язанки». Чутливо сприймаючи новітні західноєвропейські художні віяння, насамперед романтичні, о. Нижанківський пробував звертатись до не дуже поширеного, нового для більшости українців Галичини інструмента — фортепіано, написавши для нього декілька мініатюр та більшу фантазію «Вітрогони» (1891 рік).
У його вокальній та хоровій творчості переважають сильні драматичні почуття, різкі контрасти, інтенсивна гра музичних барв. Саме тому йому були такими близькими вірші Т. Шевченка, на які він створив справжні вокальні «перлини», — солоспіви «Вітер в гаю» та, особливо, «Минули літа молодії». Другим поетом, винятково співзвучним внутрішньому світові митця, був Юрій Федькович, «буковинський соловей», що надихнув його на створення хорової сцени «Гуляли» з характерним різким зіставленням картин безтурботного свята та душевного страждання головного героя, а крім того, ліричного монологу «З окрушків».
Нижанківський — автор популярних донині хорових творів («Гуляли» (1885 рік), «З окрушків» (1886 рік) на слова Юрія Федьковича, «В'язанка слов'янських гімнів» та сольних пісень на вірші Т. Шевченка — «Вітер в гаю нагинає», «Минули літа», «Наша дума, наша пісня», для голосу з фортепіано «Не видавай мене заміж», «І молилася я», «Пісня вечірня», «О не забудь», «В гаю зеленім»), сольних ансамблів на слова українських поетів, багатьох хорових творів, обробок народних пісень (зб. «Українсько-русинські народні пісні», 1907). Автор колядок «Бог ся рождає», «У Вифлеємі тайна явилась велика», «Во Вифлеємі нині новина».

## Нагороди
- Золотий хрест заслуги з короною на стрічці медалі за відвагу (1918)[4].

## Вшанування пам'яті
Іменем Нижанківського назва вулиця у Львові, на якій розташована Львівська музична академія, а також вулиця і парк у Стрию.
У місті Дніпро вулицю Уткіна перейменували на вулицю Остапа Нижанківського.